# Rozenfeld, Cetatea Albă
Rozenfeld (în ucraineană Розівська, transliterat: Rozivska) este un sat în comuna Culevcea din raionul Cetatea Albă, regiunea Odesa, Ucraina.

## Demografie
Componența lingvistică a comunei Rozenfeld
     Bulgară (35,38%)
     Rusă (34,64%)
     Ucraineană (28,01%)
     Română (1,84%)
Conform recensământului din 2001, nu exista o limbă vorbită de majoritatea populației, aceasta fiind compusă din vorbitori de bulgară (35,38%), rusă (34,64%), ucraineană (28,01%) și română (1,84%).